# Bosanski vikarijat
Bosanski vikarijat (Vicariatus Apostolicus Bosniae Othomanae) je uspostavljen 1735. godine.
Jedna je od posljedica Bečkog rata. Zbog velikog iseljavanja katolika, doseljavanja muslimana iz oslobođenih područja te osvete frustriranih Osmanlija na preostalim katolicima, došlo je do najmanjeg broja katolika u BiH u cijeloj njenoj povijesti, do 17.000. Franjevci su spali na 26 svećenika i trojicu braće, te svega tri samostana: Kraljevu Sutjesku, Fojnicu i Kreševo. Nije dugo bilo biskupa, pa se osnovao tzv. "apostolski vikarijat". "Apostolski" je sinonim za "papinski", a "vikar" je ovdje "zamjenik" ili "namjesnik"; stoga pod "apostolskim vikarijatom" misli se služba "papinskog namjesnika". Izbor imena "apostolskog vikara" je bio zato što su austrijski vladari (koji su u svojoj osobi predstavljali i ugarske kraljeve) sebi prisvajali pravo predlagati kandidate za biskupe u Bosni, s čime se Sveta Stolica nije slagala, jer su u BiH zbog izvanjskih okolnosti nastupile izvanredne prilike te je BiH sada bila izuzetno područje, koje potpada pod izravnu vrhovnu Upravu Crkve. U isto vrijeme nije htjela ozlojediti austrijskog vladara jednostavnim odbijanjenm njegova zahtjeva, jer im je trebala njegova pomoć. Zato su radi izbjegavanja sukoba s austrijskom krunom i nepotrebnim sporom, pribjegla je lukavom rješenju. Nije postavila za ovo područje osobu naslova "redovitog biskupa", jer taj je naslov bio biskupa u Đakovu, nego bi Bosni dodijelila biskupa koji je nosio naslov neke ugasle biskupije (redovno negdje na istoku) te mu dala zaduženje upravljati Crkvom u Bosni, područjem koje se poklapalo s područjem Bosanske franjevačke provincije.
Vikarijat su preuzeli franjevci koji su biskupsku službu vršili provizorno.
Bilo je u Bosni i svjetovnog klera. Malobrojni, skromni i neuki svećenici glagoljaši nisu mogli dalje od kapelanske službe. Bilo je misionara iz drugih redova poput isusovaca i dominikanaca, ali su bili malobrojni i nisu se mogli dugo održati na polju koje su franjevci držali isključivo sebi pridržanom, jer su za razliku od drugih krajeva pod turskom okupacijom, u Bosni je netko ostao s narodom, a to su bili franjevci. Odjeveni u turska odijela na Visokoj porti borili su se za katolička prava te djelovali na čitavom području pod osmanskom vlasti, od Ugarske do Jadranskoga i Crnoga mora. Stoga je bilo logično da su franjevci preuzeli ovaj vikarijat.
Razvili su bogatu vjersku književnu djelatnost. Djela su tiskali na bosančici a poslije na latinici. Silni uloženi napori nisu mogli ispraviti štetu koju su osmanska osvajanja, dugi izostanak pastorizacije, iseljavanja katolika, prelazak katolika na pravoslavlje i islam te doseljavanja pravoslavnog življa duboko u hrvatskome katoličkom području u pograničnim dijelovima i u samoj Bosni. Organski razvoj Crkvi nije se mogao omogućiti. Ustanak, a zatim austro-ugarsko zaposjedanje BiH rađaju prilike. Dozrela su vremena da se obnovi redovita crkvena uprava u Bosni i Hercegovini.
Papa Leon XIII. bulom "Ex hac augusta" 1881. godine uspostavio je u staroj Vrhbosni (Sarajevu) Vrhbosansku nadbiskupiju i metropoliju, i za sufragane joj novoosnovanu Banjalučku i Mostarsko-duvanjsku biskupiju, uspostava Kaptola u Sarajevu te središnje sjemenište za odgoj biskupijskog klera za cijelu pokrajinu. Poslije je onim biskupijama pridružena i postojeća Trebinjsko-mrkanska biskupija.
Na čelu Bosanskoga vikarijata bili su apostolski vikari:
- Pavao Dragičević (1740. – 1760.)
- Marijan Bogdanović (1767. – 1772.)
- Marko Dobretić Jezerčić (1772. – 1784.)
- Augustin Botoš-Okić (1784. – 1799.)
- Grgo Ilijić (1799. – 1813.)
- Augustin Miletić (1813. – 1831.)
- Rafael Barišić (1832. – 1846.)

## Vanjske poveznice
- Bosna Srebrena  Arhivirana inačica izvorne stranice od 21. ožujka 2016. (Wayback Machine) Apostolski vikarijat u 18. i 19. stoljeću